# Bistricë
Bistricë je rijeka u Albaniji. Duga je 25 km. Izvire na Syri i kaltëru, još poznatom kao Plavo oko, a ulijeva se u Jonsko more. 

## Vanjske poveznice
- Zemljopis